# Rhizofabronia perpilosa
Rhizofabronia perpilosa là một loài Rêu trong họ Fabroniaceae. Loài này được (Broth.) Broth. miêu tả khoa học đầu tiên năm 1925.